# Божеводово
Божеводово — деревня в Окуловском муниципальном районе Новгородской области, относится к Боровёнковскому сельскому поселению.
Деревня расположена на Валдайской возвышенности, с восточной стороны главного хода Октябрьской железной дороги, в 26 км к северо-западу от Окуловки (70 км по автомобильной дороге), до административного центра сельского поселения — посёлка Боровёнка 12 км (19 км по автомобильной дороге).
| 2010 |
| ---- |
| 0    |

## История
В Новгородской губернии деревня была приписана к Заручевской волости Крестецкого уезда, а с 30 марта 1918 года Маловишерского уезда. До 2005 года деревня входила в число населённых пунктов подчинённых администрации Торбинского сельсовета.

## Транспорт
Ближайшая железнодорожная станция расположена в 4 км северо-западнее в посёлке Торбино.